# Sydkorea ved vinter-OL 2018
Sydkorea deltager i vinter-OL 2018 i Pyeongchang, Sydkorea i perioden 9. – 25. februar 2018.

## Deltagere
Følgende atleter vil deltage i nedennævnte sportsgrene: 
| Sportsgren             | Herrer | Damer | Total |
| ---------------------- | ------ | ----- | ----- |
| Alpint skiløb          | 2      | 2     | 4     |
| Bobslæde               | 4      | 2     | 6     |
| Curling                | 6      | 6     | 12    |
| Freestyle skiløb       | 4      | 5     | 9     |
| Hurtigløb på skøjter   | 9      | 7     | 16    |
| Ishockey               | 25     | 0     | 25    |
| Kunstskøjteløb         | 3      | 4     | 7     |
| Kælk                   | 3      | 2     | 5     |
| Langrend               | 2      | 2     | 4     |
| Nordisk kombineret     | 1      | 0     | 1     |
| Kortbaneløb på skøjter | 5      | 5     | 10    |
| Skeleton               | 2      | 1     | 3     |
| Skihop                 | 2      | 1     | 3     |
| Skiskydning            | 1      | 5     | 6     |
| Snowboard              | 7      | 4     | 11    |
| Total                  | 76     | 46    | 122   |

## Medaljer
| 2018 Pyeongchang | Guld | Sølv | Bronze | Total |
| Sydkorea         | 5    | 8    | 4      | 17    |

### Medaljevindere
| Medalje | Navn        | Sportsgren             | Event               | Dato        |
| ------- | ----------- | ---------------------- | ------------------- | ----------- |
| Guld    | Lim Hyo-jun | Kortbaneløb på skøjter | Mændenes 1500 meter | 10. februar |